# Werner Sanß
Werner Sanß (* 27. April 1913 in Münster; † 5. Mai 2004 in Selm) war Pfarrer, Friedensaktivist und der erste Träger des Aachener Friedenspreises.

## Leben
Sanß studierte während der Zeit des Nationalsozialismus in seiner Heimatstadt Münster, später in Tübingen und an der Theologischen Hochschule in Bethel Theologie. Aufgrund der politischen Umstände musste er sein Examen „illegal“ bei der Bekennenden Kirche ablegen.
Beim Einfall der deutschen Truppen 1938 in die Tschechoslowakei hielt Werner Sanß als Vikar in Bad Oeynhausen vor rund tausend Menschen eine Gebetsliturgie für den Frieden. Als Folge darauf leitete man ein staatspolizeiliches Verfahren wegen „Heimtücke und Staatsgefährdung“ gegen ihn ein, das jedoch wirkungslos blieb. Vorgesetzte Bischöfe gingen auf Distanz und die Kirche stellte für einige Zeit die Gehaltszahlungen ein. Am 6. Januar 1939 versuchte man den Querdenker seitens der Staatsmacht schließlich stillzustellen, indem man ihn ungewöhnlich früh als Sanitäter zur Wehrmacht einberief. Im Zweiten Weltkrieg geriet Sanß in sowjetische Kriegsgefangenschaft, aus der er 1950 wieder entlassen wurde. Im gleichen Jahr legte er sein zweites Examen ab.
Nach dem Krieg arbeitete Sanß von 1951 bis zu seiner Pensionierung 1978 als Gemeindepfarrer im westfälischen Selm. Zudem war er zwischen 1960 und 1965 als Superintendent des Kirchenkreises Lünen tätig. 12 Jahre füllte er zudem seine Ämter als Landessynodaler und 20 Jahre im Ausschuss für öffentliche Verantwortung der Landeskirche aus.
Seit Beginn der 1960er Jahre beteiligte sich Sanß an den  Ostermärschen und verlieh so seinem Protest gegen eine Wiederbewaffnung der Bundesrepublik Deutschland Ausdruck. Auslöser für seine erste Beteiligung an einem Ostermarsch 1959 war die Einführung der allgemeinen Wehrpflicht 1957.
Politisch war Sanß zunächst in der Gesamtdeutschen Volkspartei, später in der Initiative Kampf dem Atomtod aktiv, die durch Gewerkschaften und die SPD gestützt wurde. Später trat Sanß der Christlichen Friedenskonferenz und der Deutschen Friedensunion bei und war bis 1987 ihr NRW-Landesvorsitzender. Nicht zuletzt in dieser Funktion bereiste Sanß zahlreiche Länder, hielt Vorträge und leitete politische Gebete und engagierte sich so international beispielsweise gegen den Vietnamkrieg und das Regime der Apartheid in Südafrika.
In den 1990er Jahren galt Sanß' Einsatz insbesondere der Integration und Unterstützung von Flüchtlingen, Asylsuchenden und Gruppen am Rande der Gesellschaft, wie z. B. Sinti- und Romafamilien. Für seine selbstlose Unterstützung von Hilfsbedürftigen bis ins hohe Alter hinein erhielt Pfarrer Werner Sanß 1988 den Aachener Friedenspreis. 1990 drehte der Bayerische Rundfunk eine dreißigminütige Dokumentation über ihn.
Werner Sanß wurde am 10. Mai 2004 in seiner Wahlheimat Selm beigesetzt.

## Erinnerungen
Der Geschichtswettbewerb des Bundespräsidenten 2009 bescherte Stefan Weyring aus der Friedensschule Münster, 12. Klasse (Tutorin Iris Determann) einen Preis für seine Arbeit: „Werner Sanß / Theologe, Menschenfreund, Friedensaktivist“.
Das Gymnasium in Selm erstellte für die Ausstellung „Helden“ 2010 in der Henrichshütte Hattingen, Industriemuseum des Landschaftsverbandes Westfalen-Lippe, einen künstlerischen Beitrag und einen Aufsatz in dem Heft „Zehn Helden des Ruhrgebiets - Unter uns“.

## Zitate
„Es gibt für mich als Christ und Demokrat kein Ausweichen und keinen Rückzug in eine politische Innerlichkeit. Man muss sich in den Fragen des Friedens und der Gerechtigkeit gegen Unrecht- und Gewaltdenken entscheiden. Vor allem meine ich, die Sache des Friedens nicht alleine den Politikern und den Militärs zu überlassen.“

## Schriften (Auswahl)
- Wolfgang Möller (Hrsg.): Der Heilige Frieden – Die „aktuellen Beiträge“, sehr persönliche und kämpferische Gedichte, Predigten und Reden zu Ostermärschen. Verlag der Buchhandlung Möller: Selm
- Theologe, Menschenfreund, Friedenskämpfer. Predigten über Kain und Abel (Hrsg. Hans Steinkamp und Peter Strube, )